# Нижнее Новокостеево
Нижнее Новокостеево, Нижний Новокостей (баш. Түбәнге Яңы Кәстәй) — деревня в Бакалинском районе Республики Башкортостан Российской Федерации. Входит в состав Михайловского сельсовета.

## География

### Географическое положение
Расстояние до:
- районного центра (Бакалы): 26 км,
- центра сельсовета (Михайловка): 4 км,
- ближайшей ж/д станции (Туймазы): 101 км.

## История
Название происходит от түбәнге ‘нижний’, яңы ‘новый’ и личного имени Кәстәй

С 2005 современный статус.

Статус деревня, сельского населённого пункта, посёлок получил согласно Закону Республики Башкортостан от 20 июля 2005 года N 211-з «О внесении изменений в административно-территориальное устройство Республики Башкортостан в связи с образованием, объединением, упразднением и изменением статуса населенных пунктов, переносом административных центров», ст.1:

6. Изменить статус следующих населенных пунктов, установив тип поселения — деревня:
7) в Бакалинском районе:…

о) поселка Нижнее Новокостеево Михайловского сельсовета

## Население
| 2002 | 2009 | 2010 |
| ---- | ---- | ---- |
| 27   | ↘15  | ↘14  |

Национальный состав
Согласно переписи 2002 года, преобладающая национальность — башкиры (85 %).